# 褐塘鳢
褐塘鳢（学名：Eleotris fusca）为輻鰭魚綱鰕虎鱼目塘鳢科塘鳢属的鱼类，俗名棕塘鳢。

## 分布
本魚分布于东至大洋洲、北至琉球群岛、南至南太平洋诸岛、西至非洲东海岸、台灣本島以及广东沿海和江河下游等，属于暖水性底层鱼类。其主要生活于淡水河川中。该物种的模式产地在新赫布里底群岛。

## 特徵
本魚體延長，頭部呈圓筒形，下頷前突。眼小，位於頭部上方，體黑褐色，鱗片細小，胸鰭大，腹鰭分離，尾柄長，背鰭硬棘7枚，背鰭軟條7至9枚，魨鰭硬棘1枚，背鰭軟條8枚，體長可達26公分。

## 生態
本魚生活於熱帶地區，為底棲性及廣鹽性魚類，喜棲息於紅樹林的軟泥底質，白天大多躲藏於石塊中，落葉中，較少游動。屬肉食性，以小型底棲無脊椎動物為食。

## 經濟利用
可食用或做觀賞魚。

## 扩展阅读
維基物種上的相關：褐塘鳢